# U-620 (tàu ngầm Đức)
U-620 là một tàu ngầm tấn công  Lớp Type VII thuộc phân lớp Type VIIC được Hải quân Đức Quốc Xã chế tạo trong Chiến tranh Thế giới thứ hai. Nhập biên chế năm 1942, nó chỉ thực hiện được hai chuyến tuần tra và đánh chìm được một tàu buôn tải trọng 6.983 GRT. Trong chuyến tuần tra cuối cùng, U-620 bị một thủy phi cơ PBY Catalina của Không quân Hoàng gia Anh thả mìn sâu đánh chìm trong Đại Tây Dương vào ngày 13 tháng 2, 1943.

## Thiết kế và chế tạo

### Thiết kế

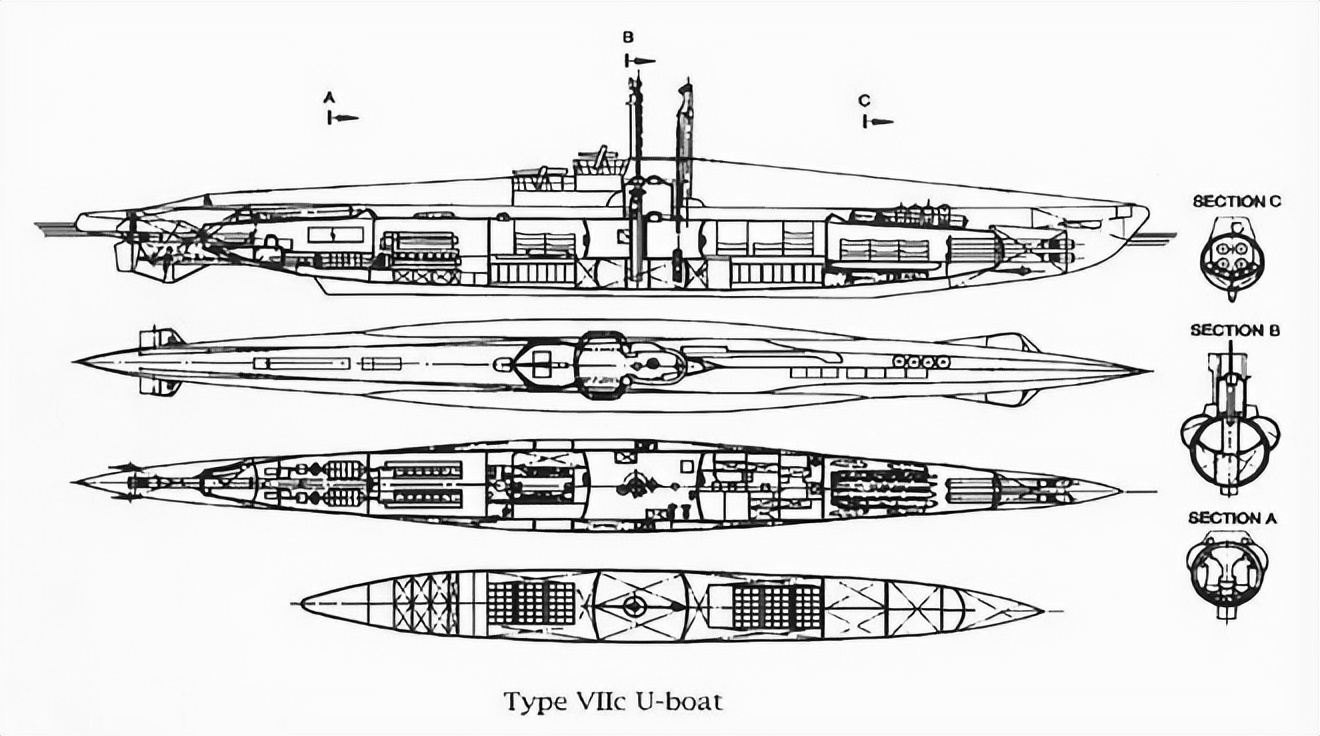
Sơ đồ các mặt cắt một tàu ngầm Type VIIC

Phân lớp VIIC của Tàu ngầm Type VII là một phiên bản VIIB được kéo dài thêm. Chúng có trọng lượng choán nước 769 t (757 tấn Anh) khi nổi và 871 t (857 tấn Anh) khi lặn). Con tàu có chiều dài chung 67,10 m (220 ft 2 in), lớp vỏ trong chịu áp lực dài 50,50 m (165 ft 8 in), mạn tàu rộng 6,20 m (20 ft 4 in), chiều cao 9,60 m (31 ft 6 in) và mớn nước 4,74 m (15 ft 7 in).
Chúng trang bị hai động cơ diesel Germaniawerft F46 siêu tăng áp 6-xy lanh 4 thì, tổng công suất 2.800–3.200 PS (2.100–2.400 kW; 2.800–3.200 bhp), dẫn động hai trục chân vịt đường kính 1,23 m (4,0 ft), cho phép đạt tốc độ tối đa 17,7 kn (32,8 km/h), và tầm hoạt động tối đa 8.500 nmi (15.700 km) khi đi tốc độ đường trường 10 kn (19 km/h). Khi đi ngầm dưới nước, chúng sử dụng hai động cơ/máy phát điện Garbe, Lahmeyer & Co. RP 137/c  tổng công suất 750 PS (550 kW; 740 shp). Tốc độ tối đa khi lặn là 7,6 kn (14,1 km/h), và tầm hoạt động 80 nmi (150 km) ở tốc độ 4 kn (7,4 km/h). Con tàu có khả năng lặn sâu đến 230 m (750 ft).
Vũ khí trang bị có năm ống phóng ngư lôi 53,3 cm (21 in), bao gồm bốn ống trước mũi và một ống phía đuôi, và mang theo tổng cộng 14 quả ngư lôi, hoặc tối đa 22 quả thủy lôi TMA, hoặc 33 quả TMB. Tàu ngầm Type VIIC bố trí một hải pháo 8,8 cm SK C/35 cùng một pháo phòng không 2 cm (0,79 in) trên boong tàu. Thủy thủ đoàn bao gồm 4 sĩ quan và 40-56 thủy thủ.

### Chế tạo
U-620 được đặt hàng vào ngày 15 tháng 8, 1940, và được đặt lườn tại xưởng tàu của hãng Blohm & Voss ở Hamburg vào ngày 19 tháng 6, 1941. Nó được hạ thủy vào ngày 9 tháng 3, 1942, và nhập biên chế cùng Hải quân Đức Quốc Xã vào ngày 30 tháng 4, 1942 dưới quyền chỉ huy của Hạm trưởng, Đại úy Hải quân Heinz Stein.

## Lịch sử hoạt động
Sau khi hoàn tất việc huấn luyện trong thành phần Chi hạm đội U-boat 8, U-620 được điều sang Chi hạm đội U-boat 3 từ ngày 1 tháng 10, 1942 để hoạt động trên tuyến đầu cho đến khi bị mất.

### Chuyến tuần tra thứ nhất
U-620 khởi hành từ cảng Kiel, Đức vào ngày 12 tháng 9, 1942 cho chuyến tuần tra đầu tiên trong chiến tranh. Nó tiến ra Bắc Hải, rồi băng qua eo biển Đan Mạch giữa Iceland và Greenland để vòng qua quần đảo Anh và hoạt động tại khu vực Trung tâm Bắc Đại Tây Dương.
Trên đường đi vào ngày 16 tháng 9, ở vị trí về phía Đông Bắc quần đảo Faroe, U-620 bị một máy bay ném bom Armstrong Whitworth Whitley thả sáu quả mìn sâu tấn công, nhưng đã không bị hư hại. Đến ngày 12 tháng 10, nó bị các tàu hộ tống cho Đoàn tàu ON-136 truy đuổi trong suốt sáu giờ, và bị hư hại nhẹ. Sang ngày 24 tháng 10, đang khi theo dõi Đoàn tàu ON-139 nó lại bị một máy bay không rõ nhận dạng tấn công, và bị hư hại đến mức nó phải từ bỏ theo dấu đoàn tàu. Vào ngày 10 tháng 11, ở vị trí về phía Tây Bắc Ferrol, Tây Ban Nha, chiếc U-boat bị một máy bay Whitley thuộc Liên đội 502 Không quân Hoàng gia Anh (RAF) tấn công trong vịnh Biscay thả sáu quả mìn sâu tấn công tấn công; con tàu không bị hư hại nhưng một thủy thủ đã tử trận bởi hỏa lực súng máy từ đuôi chiếc máy bay.
Chiếc tàu ngầm kết thúc chuyến tuần tra và đi đến cảng La Pallice tại La Rochelle, bên bờ Đại Tây Dương của Pháp đã bị Đức chiếm đóng, đến nơi vào ngày 12 tháng 11.

### Chuyến tuần tra thứ hai – Bị mất
Từ căn cứ La Pallice, U-620 có một chuyến đi ngắn trong các ngày 13 và 14 tháng 12, trước khi xuất phát từ đây cho chuyến tuần tra thứ hai, cũng là chuyến cuối cùng, để hoạt động trong Đại Tây Dương ở lối ra vào phía Tây của eo biển Gibraltar. Tại đây vào ngày 11 tháng 1, 1943, nó dùng ngư lôi và hải pháo kết liễu chiếc tàu chở dầu Anh British Dominion 6.983 GRT, vốn đã hư hại sau khi trúng ngư lôi từ tàu ngầm U-522, ở vị trí về phía Tây Bắc quần đảo Canaria.
Đến ngày 13 tháng 2, U-620 bị một thủy phi cơ PBY Catalina thuộc Liên đội 202 RAF thả mìn sâu đánh chìm ở vị trí về phía Tây Bắc Lisbon, Bồ Đào Nha, tại tọa độ 39°18′B 11°17′T / 39,3°B 11,283°T. Toàn bộ 47 thành viên thủy thủ đoàn của U-620 đều đã tử trận.

### "Bầy sói" tham gia
U-620 từng tham gia năm bầy sói:
- Luchs (27 tháng 9 – 6 tháng 10, 1942)
- Panther (6 – 11 tháng 10, 1942)
- Leopard (12 – 19 tháng 10, 1942)
- Südwärts (24 – 26 tháng 10, 1942)
- Delphin (26 tháng 12, 1942 – 13 tháng 2, 1943)

### Tóm tắt chiến công
U-620 đã đánh chìm được một tàu buôn tải trọng 6.983 GRT :
| Ngày             | Tên tàu          | Quốc tịch      | Tải trọng | Số phận      |
| ---------------- | ---------------- | -------------- | --------- | ------------ |
| 11 tháng 1, 1943 | British Dominion | United Kingdom | 6.983     | Bị đánh chìm |